# Потерянный патруль (фильм, 1929)
«Потерянный патруль» (англ. Lost Patrol) — британский немой военный фильм о Первой мировой войне в Месопотамии режиссёра Уолтера Саммерса. В основу фильма положен роман Филипа Макдональда «Патруль» (1927). В 1934 году режиссёр Джон Форд выпустил ремейк.

## Синопсис
Во время Первой мировой войны в Месопотамии британский военный патруль из двенадцати человек после неудачной атаки оказывается в пустыне. Его преследуют арабские стрелки, которые убивают британцев одного за другим. Герой Мак-Лаглена встает во главе отряда после смерти командира, и пытается сохранить как можно больше жизней соратников.
По ходу фильма с помощью флэшбэков рассказываются истории каждого солдата.

## В ролях
- Сирил Маклаглен — сержант[1]
- Сэм Уилкинсон — Сандерс[1]
- Терренс Кольер — капрал Белл[1]
- Артур Б. Вудс — лейтенант Хоукинс[1]
- Гамильтон Кини — Морелли[1]
- Фред Дайер — Абельсон[1]
- Чарльз Эмералд — Хейл[1]
- Эндрю Макмастер — Браун[1]
- Джеймс Уоттс — Кук[1]
- Джон Валентайн — Маккей[1]

## Отзывы и влияние
По мнению Пола Эдвардса, автора книги World War I on Film, в «Потерянном патруле» хорошо представлены реалии войны в пустыне, однако с художественной точки зрения фильм имеет изъяны: флэшбэки неуместны и плохо сняты, оазис в пустыне показан неправдоподобно.
В 1934 году режиссёр Джон Форд под тем же названием снял ремейк фильма, в котором главную роль сыграл Виктор Маклаглен, брат Сирила Маклаглена. Это фильм, в свою очередь, стал основой первого советского истерна «Тринадцать» (1936), ставшего дебютом в полнометражном кинематографе советского режиссёра Михаила Ромма. Фильм Ромма вдохновил Золтана Корду на создание киноленты «Сахара» (1943), награждённой Американской киноакадемией тремя «Оскарами». Этот фильм в 1995 году переснял Брайан Тренчард-Смит, пригласив на главную роль Джеймса Белуши.